# 山西江淮重工
山西江淮重工有限责任公司前身是建于1966年的山西江淮机械厂（国营374厂），位于山西省晋城市。现隶属于中国船舶重工集团。

## 主要产品
- 铸造
- 机械加工
- 焊接
- 热处理
- 摩擦材料
- 太阳能热水器
- 塑钢门窗